# ネグロス島沖地震
ネグロス島沖地震（ネグロスとうおきじしん）は、2012年2月6日フィリピン時間11時49分（UTC午前3時49分）にフィリピンのネグロス島東の沖合、タノン海峡で発生したマグニチュード6.9の地震である。震源は東ネグロス州ドゥマゲテの北約72 km (44 miles)、震源の深さは20 km (12.4 miles)。最大震度はドゥマゲテのVII(PEIS)で、セブはV(PEIS)である。ヴィサヤ諸島地震(Visayas earthquake)ともいう。

## 被害
ネグロス島東ネグロス州ギフルガン市郊外では地滑りが発生し、30人以上が死亡した。その他建物の倒壊により10人が死亡した。